# Montanistische Rundschau
Die Montanistische Rundschau war eine Zeitschrift, die als Organ des Zentralvereins der Bergwerksbesitzer Österreichs in den Jahren zwischen 1908 und 1943 erschienen ist.
Beilagen waren: Tägliche Montan-Berichte, Stahlbau-Technik und Wärmewirtschaft.
Darin aufgegangen waren die Montan-Zeitung für Österreich-Ungarn und die Balkanländer, die Oesterreichische Zeitschrift für Berg- und Hüttenwesen und die Oesterreichische Kohlen-Zeitung für Industrie, Handel und Verkehr.
Die Fachzeitschrift diente als Informations- und Diskussionsplattform für Themen rund um den Bergbau, die Metallurgie und verwandte Industriezweige. In dieser Zeitschrift wurden sowohl technische als auch wirtschaftliche Aspekte der Montanindustrie behandelt, einschließlich neuer Technologien, Verfahrensinnovationen, Marktentwicklungen, sowie politischer und rechtlicher Rahmenbedingungen.